# 高雄市大寮區山頂國民小學
高雄市大寮區山頂國民小學於1994年8月1日創校。

## 沿革
前高雄縣長余陳月瑛因應當時大寮鄉新建大廈林立，湧入大量外來人口，以致地方人士有籌建新校之議，而於1990年－1993年間，徵收校地。1993年7月指派永芳國小校長王凱風先生兼任籌備主任。
1994年縣長余政憲繼續設校計畫，同年四月改派木柵國小校長陳謙和兼任籌備主任，總籌設校事宜，1994年8月1日山頂國小奉省政府正式成立，8月9日真除籌備主任，核派陳謙和為首任校長。2001年8月，核派凌以嚴為第二任校長。2009年8月，遴派莊明廣為第三任校長。

## 歷任校長
| 任別 | 姓名   | 任期                  | 備註     |
| ---- | ------ | --------------------- | -------- |
| 01   | 陳謙和 | 1994年8月 - 2001年7月 | 創校校長 |
| 02   | 凌以嚴 | 2001年8月 - 2009年7月 |          |
| 03   | 莊明廣 | 2009年8月 - 2015年7月 |          |
| 04   | 簡木全 | 2015年8月 - 2018年7月 | 任內退休 |
| 05   | 蘇靜好 | 2018年8月 - 2022年7月 |          |
| 06   | 張永仁 | 2022年8月 -           | 現任校長 |

## 引註資料
1. ↑  高雄市政府教育局. . 2021年5月  [2021年5月10日].